# Walter Payton
Walter Payton (25 de julio de 1954-1 de noviembre de 1999) fue un jugador de fútbol americano estadounidense de la NFL, que jugó para Chicago Bears durante 13 años. Fue nombrado y reconocido como el Jugador más valioso de la NFL y se encuentra en el Salón de la Fama de dicha institución.

## Trayectoria
Payton fue uno de los tres hijos de Peter y Alyne Payton en Columbia, Mississippi. El año de nacimiento de Payton es discutido; la mayoría de las fuentes en el momento de su muerte afirmaban que había nacido en 1954. Sin embargo, otras fuentes han afirmado que nació en 1953. Su padre era un obrero de fábrica que había jugado béisbol semiprofesional; murió en la cárcel en 1978 apenas un par de horas después de ser acusado injustamente de conducir bajo los efectos del alcohol debido a un derrame cerebral que presentaba síntomas similares a los de la intoxicación etílica. Payton fue un miembro activo de los Boy Scouts, Little League, y de su iglesia local. En el instituto John J. Jefferson, Payton tocaba la batería en la banda de música, participaba en el equipo de atletismo y cantaba en el coro del instituto. Fuera de la escuela, tocaba la batería en grupos de jazz-rock.
Su hermano Eddie estaba en el equipo de fútbol, pero Payton no jugaba, en parte para evitar competir con él. Después de que Eddie se graduara, el entrenador de fútbol le pidió a Payton que hiciera una prueba para el equipo, y él aceptó con la condición de que se le permitiera seguir tocando en la banda.
Una vez que comenzó a jugar al fútbol, como junior, logró el éxito inmediato como corredor, corriendo 65 yardas para un touchdown en su primer acarreo de la escuela secundaria. Con 5 pies 10 plg (1,78 m), no era especialmente grande, pero su velocidad y fuerza le convirtieron en uno de los jugadores destacados del equipo. Ese año, el instituto John J. Jefferson se integró en el vecino Columbia High School; Payton y sus compañeros estaban molestos porque su entrenador principal, Charles L. Boston, se había convertido en un asistente y Payton boicoteó algunas de las prácticas de primavera en protesta, pero regresó durante la temporada de otoño. Luego obtuvo honores a nivel estatal como miembro del equipo de todos los estados de Mississippi, llevando a Columbia a una inesperada temporada 8-2.Su actuación ayudó a aliviar las tensiones locales en torno a la desegregación.Tommy Davis, entrenador de fútbol de Columbia, afirmaba que siempre podía contar con Payton cuando el equipo necesitaba marcar. Las estadísticas de Payton demostraron que no era una exageración: marcó en todos los partidos de sus años junior y senior. Fue nombrado miembro del equipo de la conferencia dos años seguidos. Payton también lideró la Little Dixie Conference en anotación en su último año y formó parte del equipo estatal. Además de destacar en el fútbol, Payton promedió 18 puntos por partido en el equipo de baloncesto de Columbia, saltó tres cuartos de pulgada por debajo de los 23 pies en salto de longitud, jugó al béisbol y continuó tocando la batería en la banda de la escuela.
Aunque Payton se había consolidado como uno de los mejores corredores de Mississippi, no recibió ninguna invitación de las universidades de la Southeastern Conference. Después de comprometerse originalmente con la Kansas State University, decidió continuar su carrera universitaria en la históricamente negra escuela Jackson State University (MS) donde su hermano mayor Eddie jugaba al fútbol.
Mientras estudiaba en Jackson State, Payton jugó junto a muchos futuros jugadores profesionales de fútbol americano, entre ellos su compañero de habitación, Rickey Young, así como Jerome Barkum, Robert Brazile y Jackie Slater. Como miembro de los Jackson State Tigers, Payton corrió para 3.600 yardas, con un promedio de 6,1 yardas por acarreo, y estableció el récord de la escuela de carrera de touchdowns de carrera con 65.  En 1973, Payton tuvo un récord escolar de 24 touchdowns de carrera, y fue nombrado Jugador Universitario Negro del Año. Volvió a ganar este premio en 1974, además de ser seleccionado para el College Football All-America team de 1974. Payton se graduó en 1975 con una licenciatura en comunicaciones.
Recibió el apodo de «Dulzura» en la universidad. El origen del apodo es ambiguo: se dice que proviene de su personalidad, de su gracia atlética o como descripción irónica de su agresivo estilo de juego. Payton continuó sobresaliendo una vez que se convirtió en un jugador profesional en 1975. Tras retirarse después de la temporada 1987, ostentaba el récord de la NFL con 16.726 yardas corridas y el récord de más yardas recorridas en un solo partido con 275 yardas. La primera vez que comenzó a llamar la atención fue como running back en la Universidad Estatal de Jackson en 1971. Payton fue seleccionado para el equipo All-American y fue nombrado  Jugador del Año en 1973 y 1974. En sus cuatro años en Jackson State, corrió para más de 3.500 yardas y anotó más de 450 puntos, lo que muestra como de versátil y talentoso era. Fuera del campo, Payton mostró su interés en ayudar a los demás, especialmente con personas sordas.
Después de dejar el equipo, Payton exploró oportunidades de negocio, incluyendo restaurantes, bienes inmuebles y coches de carreras. En su afán por ayudar a la Comunidad, formó la Fundación Halas Payton en 1988 para ayudar a los niños del centro de la ciudad en el área de Chicago. Más tarde creó la Fundación Walter Payton, también dedicada a ayudar a los jóvenes en el estado de Illinois.
Payton se enfermó de cáncer a principios de 1999 y murió el 1 de noviembre del mismo año, a causa de las complicaciones derivadas de su enfermedad. Fue incinerado y sus cenizas enterradas junto a la tumba de su padre Eduardo Payton (fallecido en 1978) en el cementerio Rest Haven en Columbia, tras la muerte de su madre Alyine en 2013, fue enterrada también ahí.

## Enfermedad
En febrero de 1999, Payton anunció que padecía una rara enfermedad hepática conocida como colangitis esclerosante primaria, que podría haberle provocado un colangiocarcinoma (cáncer de las vías biliares). Pasó sus últimos meses como defensor de los trasplantes de órganos, apareciendo en muchos anuncios para animar a otros a donar órganos, aunque cuando se grabó su primer llamamiento, su enfermedad ya estaba demasiado avanzada para que el trasplante hubiera sido una opción viable. En abril del mismo año, Payton hizo una última aparición pública en un partido de los Chicago Cubs con Mike Ditka, donde lanzó el primer lanzamiento ceremonial del partido El escritor Don Yaeger trabajó con él durante las últimas semanas de su vida para crear su autobiografía, Never Die Easy. El 1 de noviembre de 1999, Payton falleció, tenía 46 años. Durante esa misma semana, la NFL celebró ceremonias especiales en cada partido para conmemorar su carrera y su legado. Además, los Chicago Bears lucieron parches especiales con el número 34 en sus camisetas en honor a Payton.

## Premios y reconocimientos
Payton fue incluido en el Salón de la Fama de la NFL en 1993, nombrado Jugador Más Valioso de la NFL dos veces, en 1977 y 1985, incluido en el College Football Hall of Fame en 1996, e incluido a título póstumo en la clase inaugural del Black College Football Hall of Fame en 2010.
El Premio Walter Payton se le da al Hombre del Año, es entregado de manera anual por la NFL honrando el trabajo de caridad y voluntariado, así como la excelencia en el campo de juego. Antes de 1999, el premio era llamado simplemente el Premio al Hombre del Año de la NFL. Poco después de la muerte de Walter Payton, el premio fue renombrado para hacer honor a su legado tanto como gran jugador como a su labor humanitaria.
Entre los oradores del funeral público de Payton, celebrado en el Soldier Field, se encontraban el entonces National Football League Comisionado Paul Tagliabue; el excompañero de equipo Dan Hampton; su viuda, Connie Payton; y sus hijos, Jarrett y Brittney. Entre los 1.000 asistentes al funeral privado se encontraban John Madden; el gobernador de Illinois George Ryan; el alcalde de Chicago Richard M. Daley; antiguos compañeros de equipo Matt Suhey, Mike Singletary, Roland Harper y Jim McMahon; y el director de equipamiento y el superintendente del edificio de los Bears.

## Otras actividades
En el automovilismo, durante muchos años, fue copropietario junto al empresario y Expiloto de carreras Dale Coyne del equipo conocido como Payton/Coyne Racing en la CART IndyCar World Series entre 1986 y 1999.